# Hogna furva
Hogna furva är en spindelart som först beskrevs av Tord Tamerlan Teodor Thorell 1899.  Hogna furva ingår i släktet Hogna och familjen vargspindlar. Utöver nominatformen finns också underarten H. f. cingulipes.